# 衝撃石英

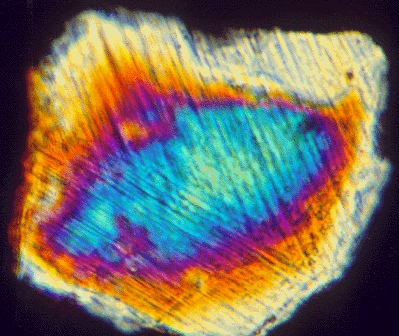
衝撃石英の偏光顕微鏡写真。 チェサピーク湾クレーターで採取された砂粒.

衝撃石英（しょうげきせきえい、英: shocked quartz）は、隕石衝突の際にできる特異な石英構造である。
隕石衝突の際の激しい衝撃圧力下であまり高温でない状態で、石英の結晶構造は、結晶の中に面に沿って変形する。これらの面（偏光顕微鏡下で線として認められる）は、planar deformation features (PDF) と呼ばれ、特徴的な縞模様が観察される。
このPDFの方向をユニバーサルステージで測定し石英の結晶構造の軸の方向と比較することにより、火山活動や地殻の構造運動で出来る石英とは区別出来る。